# Via Artis Konsort
Via Artis Konsort er et internationalt ensemble dannet i 2006 af komponisten og organisten Poul Udbye Pock-Steen. Ensemblet beskæftiger sig med koncerter i kirker og andre koncertplatforme, site-responsive koncerter og større scenekunst samt musikdramatiske projekter. Ensemblet veksler i størrelse fra projekt til projekt og samarbejder ofte med andre organisationer. De aktuelle medlemmer er Mogens Rasmussen (viola da gamba), Christina Majbom Jelling Holm (vokal, performance, slagtøj), Lars Hedelius-Strikkertsen (barokguitar, romantisk guitar, oud), Oskar Hjorth (slagtøj), Tine Maj Kofoed Antonsen (klarinet, vokal), Anne Marie Høst Mortensen (harpe, vokal) med flere.
Ensemblet har indtil videre udgivet tre albums og spillet over 400 koncerter og musikdramatiske forestillinger i koncertsale og andre venues, primært i de nordiske lande, Spanien og Latinamerika.

## Diskografi
- Via Stellae (2008)
- El Arte de Tañer (2009)
- Crosswork (2012)

Ensemblets første udgivelse betegnes som "En musikalsk rejse af ad pilgrimsruten til Santiago de Compostela". Musikken og teksterne på Via Stellae er inspireret af de viser og sange som blev sunget af europæiske pilgrimme undervejs til Santiago de Compostela, på dansk kendt som Jakobsvejen. Kristeligt Dagblad beskrev det således i deres anmeldelse "..der er en rytmisk gejst og energi over foretagendet, der virker smittende", samt "Det danser og swinger med inspiration fra latinamerikansk og arabisk musik.." 

## Koncertrækker og musikdramatik
- Nordiske Kulturveje (2011)
- Songs from the Borderland (2011)
- Sangbogen fra Eldorado (2012)
- Copenhagen Chansonnier (2012)
- WAR (2014)
- Andersens duende (2015)
- Del Norte al sur (2015)
- Escarramán Arkiveret 6. februar 2020 hos  Wayback Machine (2016)
- Hesbjerg Revisited (2017)
- Andersen duende (2019)
- Sønderskov Revisited (2022)
- Castas (2022)
- Dalum Revisited - Del I (2022)

Via Artis Konsort er ved flere lejligheder blevet transmitteret live på DR. Sangbogen fra Eldorado d. 12. marts 2014 sendt i sin fulde længde på P2 Koncerten. Ensemblet har derudover fremført deres koncerter på flere internationale musikfestivaler; nævneværdige er især deres optrædener på Aalborg Operafestival og Næstved Early Music Festival i 2016 med "Escarramán", “Música de la Itinerancia” i Santiago de Compostela, Spanien - i anledning af Santiagos katedral 800 års jubilæum med "Songs from the Borderland", Mod.Strøm festivalen med "Hesbjerg revisited", samt Sorø Internationale Musikfestival i 2013 med "Sangbogen fra Eldorado". Ensemblets seneste større musikdramatiske produktion er "Andersen duende" med premiere på Dynamo, Odense Havn i februar 2019.